# Pierwszy rząd Andreja Babiša
Rząd Andreja Babiša – rząd Republiki Czeskiej pod kierownictwem Andreja Babiša, powołany i zaprzysiężony przez prezydenta Miloša Zemana 13 grudnia 2017. Zastąpił rząd Bohuslava Sobotki. Urzędował do 27 czerwca 2018.
Gabinet został powołany kilka tygodni po wyborach parlamentarnych, w wyniku których do parlamentu dostało się dziewięć ugrupowań. Zwycięstwo w nich odniosła współrządząca z socjaldemokratami i ludowcami centrowa partia ANO 2011, która wprowadziła 78 posłów do 200-osobowej Izby Poselskiej. Rozmowy koalicyjne nie doprowadziły do zawiązania większości rządowej. W konsekwencji Andrej Babiš, lider zwycięskiej formacji, zapowiedział utworzenie gabinetu mniejszościowego. 6 grudnia 2017 został przez prezydenta desygnowany na urząd premiera.
Rząd w pełnym składzie został zaprzysiężony przez prezydenta 13 grudnia tegoż roku. Jego członkami zostali przedstawiciele ANO 2011, a także osoby bezpartyjne, z których większość kandydowała z ramienia partii w wyborach lokalnych lub parlamentarnych.
16 stycznia 2018 Izba Poselska odmówiła udzielenia rządowi wotum zaufania. Formalnie dymisja Andreja Babiša z funkcji premiera została przyjęta przez prezydenta 24 stycznia, w tym samym dniu został on ponownie desygnowany na stanowisko premiera.
Gabinet urzędował do 27 czerwca 2018, kiedy to zaprzysiężono drugi rząd Andreja Babiša, współtworzony przez ANO 2011 i Czeską Partię Socjaldemokratyczną.

## Skład rządu
| Stanowisko                                                 | Minister          | Okres urzędowania                     |
| ---------------------------------------------------------- | ----------------- | ------------------------------------- |
| Premier                                                    | Andrej Babiš      | od 13 grudnia 2017 do 27 czerwca 2018 |
| Wicepremier Minister środowiska                            | Richard Brabec    | od 13 grudnia 2017 do 27 czerwca 2018 |
| Wicepremier Minister spraw zagranicznych                   | Martin Stropnický | od 13 grudnia 2017 do 27 czerwca 2018 |
| Minister finansów                                          | Alena Schillerová | od 13 grudnia 2017 do 27 czerwca 2018 |
| Minister obrony                                            | Karla Šlechtová   | od 13 grudnia 2017 do 27 czerwca 2018 |
| Minister spraw wewnętrznych                                | Lubomír Metnar    | od 13 grudnia 2017 do 27 czerwca 2018 |
| Minister przemysłu i handlu                                | Tomáš Hüner       | od 13 grudnia 2017 do 27 czerwca 2018 |
| Minister sprawiedliwości Przewodniczący Rady Legislacyjnej | Robert Pelikán    | od 13 grudnia 2017 do 27 czerwca 2018 |
| Minister pracy i spraw socjalnych                          | Jaroslava Němcová | od 13 grudnia 2017 do 27 czerwca 2018 |
| Minister transportu                                        | Dan Ťok           | od 13 grudnia 2017 do 27 czerwca 2018 |
| Minister rolnictwa                                         | Jiří Milek        | od 13 grudnia 2017 do 27 czerwca 2018 |
| Minister zdrowia                                           | Adam Vojtěch      | od 13 grudnia 2017 do 27 czerwca 2018 |
| Minister szkolnictwa, młodzieży i sportu                   | Robert Plaga      | od 13 grudnia 2017 do 27 czerwca 2018 |
| Minister rozwoju regionalnego                              | Klára Dostálová   | od 13 grudnia 2017 do 27 czerwca 2018 |
| Minister kultury                                           | Ilja Šmíd         | od 13 grudnia 2017 do 27 czerwca 2018 |